# Bryan Bulaga
Bryan Bulaga (Barrington, 21 marzo 1989) è un giocatore di football americano statunitense che gioca nel ruolo di offensive tackle per Los Angeles Chargers della National Football League (NFL). Fu scelto nel corso del primo giro (23º assoluto) del Draft NFL 2010 dai Packers. Al college ha giocato a football all'Università dell'Iowa.

## Carriera professionistica

### Green Bay Packers
Al draft NFL 2010, Bulaga fu selezionato come 23ª scelta assoluta dai Green Bay Packers. Debuttò nella NFL il 12 settembre 2010 contro i Philadelphia Eagles indossando la maglia numero 75.
Nell'agosto 2013, Bulaga si ruppe il legamento collaterale anteriore, venendo costretto a saltare l'intera stagione. Tornò in campo l'anno successivo disputando una delle sue migliori stagioni: la linea offensiva concesse il minor numero di sack dal 2007 ed Eddie Lacy ebbe la sua seconda stagione consecutiva da oltre mille yard corse.
Il 10 marzo 2015, Bulaga firmò un rinnovo contrattuale quinquennale coi Packers del valore di 7 milioni di dollari a stagione.

### Los Angeles Chargers
Il 17 marzo 2020 Bulaga firmò con i Los Angeles Chargers un contratto triennale del valore di 30 milioni di dollari.

## Palmarès

### Franchigia
- Super Bowl : 1

Green Bay Packers: Super Bowl XLV
- National Football Conference Championship: 1

Green Bay Packers: 2010

### Individuale
- PFWA All-Rookie Team - 2010